# Tour de France 2010/11. Etappe
Die 11. Etappe der Tour de France 2010 am 15. Juli führte über 184,5 km von Sisteron nach Bourg-lès-Valence. Auf dieser flachen Etappe gab es zwei Sprintwertungen sowie mit dem Col de Cabre nach 56,5 km eine Bergwertung der 3. Kategorie. Nach der Aufgabe von Robert Hunter und Charles Wegelius gingen 179 der 198 gemeldeten Teilnehmer an den Start.

## Rennverlauf
Nach rund drei Kilometern Fahrt durch die neutrale Zone erreichten die Fahrer um 12:55 Uhr den realen Start. Stéphane Augé initiierte den ersten Angriff, dem Anthony Geslin und José Alberto Benítez folgten. Diese Gruppe konnte sich gleich absetzen und erreichte schnell einen Vorsprung von deutlich über drei Minuten. Im Feld übernahmen danach wieder die Sprinterteams die Führung.
Benítez fuhr als Erster über die einzige Bergwertung des Tages. Als das Feld sich dieser näherte, bereiteten einige Fahrer den Sprint um den letzten noch zu vergebenden Bergpunkt vor, den Jérôme Pineau sich sicherte. Durch die Tempoverschärfung kam das Feld an der Bergwertung wieder etwas näher an die Ausreißer heran. Auch danach hielt das Feld die Ausreißer unter Kontrolle und ließ ihnen nicht mehr als drei Minuten Vorsprung. Die erste Sprintwertung gewann Geslin. Danach sank der Vorsprung der Spitzengruppe, obwohl das Feld wegen der hohen Temperaturen nur mit mäßiger Geschwindigkeit fuhr. Die zweite Sprintwertung gewann Augé. Danach schrumpfte der Vorsprung langsam weiter, jedoch zögerte das Feld, die Spitzenreiter wieder einzuholen. Die drei Ausreißer begannen sich gegenseitig zu attackieren, woraufhin Geslin sich wieder vom Feld einholen ließ. 22 Kilometer vor dem Ziel gaben auch Augé und Benítez ihren Angriff auf und ließen sich ins Feld zurückfallen.
Das Team RadioShack führte nun das Feld an und ließ einen Angriff von Anthony Roux und Jérémy Roy nicht zu. Anschließend versuchte das Team Saxo Bank, den Wind für eine Spaltung des Feldes zu nutzen und erhöhte das Tempo drastisch. Sylvain Chavanel und Jaroslaw Popowytsch versuchten sich acht Kilometer vor dem Ziel abzusetzen, was jedoch erfolglos blieb. Das Team HTC-Columbia und einige Fahrer von anderen Teams übernahmen danach die Tempoarbeit, um den Schlusssprint vorzubereiten. Mark Cavendish konnte im Sprint seinen dritten Tagessieg bei dieser Tour de France erringen. Der Etappenzweite Alessandro Petacchi erkämpfte sich das Grüne Trikot zurück, da dessen bisheriger Träger Thor Hushovd nur Siebter wurde.
Im Schlusssprint wurde Cavendishs Anfahrer Mark Renshaw von Julian Dean an den Zaun gedrängt. Renshaw stieß ihn drei Mal mit dem Kopf. Anschließend fuhr er eine Welle gegen dessen Teamkollegen Tyler Farrar und drängte ihn an den Zaun. Nach dem Rennen wurde Renshaw wegen Kopfstoßens und Verlassens der Fahrlinie von der Tour ausgeschlossen. Das vorangegangene Vergehen von Dean wurde nicht geahndet. Die Entscheidung löste Empörung bei der Columbia-Mannschaft aus, sie legte jedoch nicht Protest ein.

## Sprintwertung
- 1. Zwischensprint in Montlaur-en-Diois (Kilometer 83,5) (544 m)

| Erster  | Anthony Geslin       | 6 Pkt. |
| Zweiter | Stéphane Augé        | 4 Pkt. |
| Dritter | José Alberto Benítez | 2 Pkt. |
- 2. Zwischensprint in Mirabel-et-Blacons (Kilometer 130) (245 m)

| Erster  | Stéphane Augé        | 6 Pkt. |
| Zweiter | Anthony Geslin       | 4 Pkt. |
| Dritter | José Alberto Benítez | 2 Pkt. |
- Ziel in Bourg-lès-Valence (Kilometer 184,5) (136 m)

| Erster   | Mark Cavendish         | 35 Pkt. |
| Zweiter  | Alessandro Petacchi    | 30 Pkt. |
| Dritter  | Tyler Farrar           | 26 Pkt. |
| Vierter  | José Joaquín Rojas Gil | 24 Pkt. |
| Fünfter  | Robbie McEwen          | 22 Pkt. |
| Sechster | Yukiya Arashiro        | 20 Pkt. |
| Siebter  | Thor Hushovd           | 19 Pkt. |
| Achter   | Lloyd Mondory          | 18 Pkt. |
| Neunter  | Jürgen Roelandts       | 17 Pkt. |
| Zehnter  | Gerald Ciolek          | 16 Pkt. |
| 11.      | Sébastien Turgot       | 15 Pkt. |
| 12.      | Edvald Boasson Hagen   | 14 Pkt. |
| 13.      | Óscar Freire           | 13 Pkt. |
| 14.      | Rubén Pérez            | 12 Pkt. |
| 15.      | Samuel Sánchez         | 11 Pkt. |
| 16.      | Luke Roberts           | 10 Pkt. |
| 17.      | Nicolas Roche          | 9 Pkt.  |
| 18.      | Kevin De Weert         | 8 Pkt.  |
| 19.      | Egoi Martínez          | 7 Pkt.  |
| 20.      | Danilo Hondo           | 6 Pkt.  |
| 21.      | Christian Knees        | 5 Pkt.  |
| 22.      | Daniel Lloyd           | 4 Pkt.  |
| 23.      | Julian Dean            | 3 Pkt.  |
| 24.      | Martin Elmiger         | 2 Pkt.  |
| 25.      | George Hincapie        | 1 Pkt.  |

## Bergwertungen
- Col de Cabre, Kategorie 3 (Kilometer 56,5) (1180 m; 5,0 km bei 5,9 %)

| Erster  | José Alberto Benítez | 4 Pkt. |
| Zweiter | Stéphane Augé        | 3 Pkt. |
| Dritter | Anthony Geslin       | 2 Pkt. |
| Vierter | Jérôme Pineau        | 1 Pkt. |

## Aufgaben und Ausschlüsse
- 055  – Robert Hunter (Garmin-Transitions): Nicht zur Etappe angetreten
- 109  – Charles Wegelius (Omega Pharma-Lotto): Nicht zur Etappe angetreten
- 117  – Mark Renshaw (Team HTC-Columbia): Wegen Kopfstoßens gegen Julian Dean und Abdrängens von Tyler Farrar vom Rennen ausgeschlossen